# کاسالتو اسپارتانو
کاسالتو اسپارتانو (به ایتالیایی: Casaletto Spartano) یک کومونه در ایتالیا است که در استان سالرنو واقع شده‌است.

## خصوصیات
کاسالتو اسپارتانو ۷۰ کیلومترمربع مساحت و ۱٬۴۶۳ نفر جمعیت دارد و ۵۴۰ متر بالاتر از سطح دریا واقع شده‌است.